# Transport kolejowy w Raciborzu

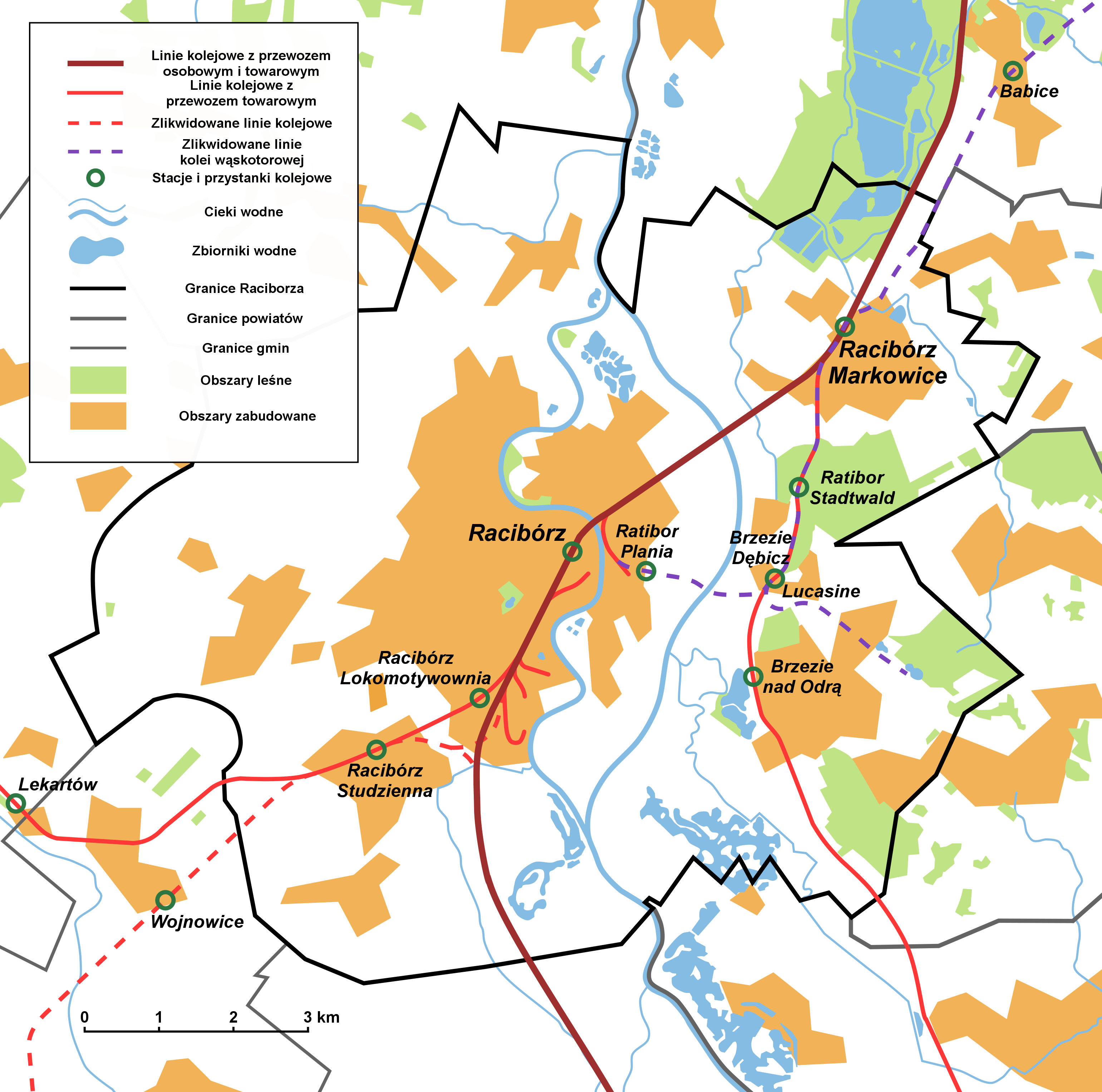
Plan linii kolejowych na terenie Raciborza

Transport kolejowy w Raciborzu do dziś odgrywa ważną rolę, zarówno w transporcie pasażerskim jak i towarowym (wiele zakładów posiada bocznice, które są połączone z siecią kolejową), lecz z roku na rok traci na znaczeniu.

## Historia
Kolej na Śląsku zaczęła się pojawiać w latach 30. XIX wieku, lecz w tamtym czasie żadna trasa nie dotarła do Raciborza. Zmobilizowało to do działań władze miasta i w 1841 roku powstał Komitet Towarzystwa Kolei Kozielsko-Bogumińskiej, którego członkami byli m.in. Książę Felix Von Lichnowsky, hrabia zu Limburg-Stirum oraz książę raciborski Viktor. Swoje zainteresowanie tą inicjatywą wykazał książę Wilhelm z dynastii Hohenzollernów i objął ją swoim patronatem, a towarzystwo zmieniło nazwę na Towarzystwo Kolei Wilhelma.
Projekt linii kolejowej został stworzony przez mierniczego Sabińskiego oraz inż. Rosenbauna. Budowa rozpoczęła się 24 kwietnia 1844 roku, a już w połowie 1845 roku zostały zakończone roboty ziemne na trasie Koźle – Racibórz. Kolejnym etapem było układnie nawierzchni, które skończono w 1846 roku. 1 stycznia 1846 roku otwarto odcinek łączący miasto z Koźlem. Data ta jest uważana za początek komunikacji kolejowej w Raciborzu.
W latach 1844–1846 powstała linia kolejowa, łącząca Racibórz z kolejnymi miastami, tym razem z Kędzierzynem, a w 1847 z Berlinem i Wiedniem. W 1847 powstał dworzec kolejowy z placem dworcowym.
W sierpniu 1854 roku mogło dojść do poważnej katastrofy, gdy powódź zniszczyła przepust w pobliżu więzienia. Jeden z więźniów zauważył tę usterkę i na czas zatrzymał jadący pociąg. Został on ułaskawiony i otrzymał posadę dróżnika na kolei.
Tuż przed wkroczeniem Armii Czerwonej do miasta została uruchomiona specjalna linia kolejowa z Raciborza do Studziennej, którą ewakuowali się mieszkańcy miasta. Do dziś zachowały się z tej linii jedynie nasypy. Rosjanie podczas wyzwalania miasta w 1945 roku zniszczyli dworzec.
W 1979 roku powstał nowy dworzec, a 23 grudnia 1982 do Raciborza dotarł pierwszy pociąg elektryczny.

## Stacje i przystanki
Obecnie działają dwie pasażerskie stacje kolejowe, które posiadają sieć trakcyjną, a pociągi odjeżdżają w kierunku Rybnika, Kędzierzyna-Koźla i Chałupek. Są to:
- Racibórz
- Racibórz Markowice

Zlikwidowane stacje/przystanki pasażerskie, które nie posiadały sieci trakcyjnej:
- Brzezie Dębicz – na linii Racibórz Markowice – Syrynia – Olza, obecnie ruch towarowy do kopalni „Anna” w Pszowie
- Brzezie nad Odrą
- Racibórz Lokomotywownia
- Racibórz Studzienna – obie na linii Racibórz – Głubczyce – Racławice Śląskie (dalej do Prudnika)[1], niewielki ruch towarowy
- Ratibor Plania – na linii wąskotorowej do Raciborza Markowic i dalej do Gliwic przez Rudy, brak śladów po stacji
- Lukasine
- Ratibor Stadtwald

## Połączenia we wcześniejszych rozkładach jazdy

### Rozkład jazdy 1999/2000
W kwietniu 2000 roku zlikwidowano połączenia pasażerskie do Racławic Śląskich przez Baborów i Głubczyce.

### Rozkład jazdy 2008/2009
Wszystkie połączenia osobowe do Rybnika, Chałupek Bohumina (Czechy), Katowic, Kędzierzyna-Koźla i Wrocławia obsługiwane były przez pociągi spółki PKP Przewozy Regionalne.
Spółka PKP Intercity uruchamiała pociąg "Hutnik" z Raciborza do Ełku przez Warszawę i Olsztyn oraz pociąg sezonowy "Orkan" do Kołobrzegu.

### Rozkład jazdy 2010/2011
Wszystkie pociągi osobowe przejeżdżające przez Racibórz (połączenia w kierunku Rybnika, Chałupek Bohumina (Czechy), Katowic, Kędzierzyna-Koźla i Wrocławia) obsługiwane były przez spółkę Przewozy Regionalne.

### Rozkład jazdy 2011/2012
Pociągi pasażerskie w kierunku Rybnika, Chałupek, Bohumina (Czechy), Katowic, Kędzierzyna-Koźla i Wrocławia, obsługiwane były przez spółkę Przewozy Regionalne. Spółka PKP Intercity wydłużyła trasę pociągu TLK "Skarbek" który w czasie obowiązywania rozkładu jazdy kursował między stacjami Racibórz a Białymstokiem jadąc przez Rybnik, Katowice, Warszawę Centralną. Z Raciborza kursował także sezonowy pociąg spółki PKP Intercity do stacji Kołobrzeg.

### Rozkład jazdy 2012/2013
Od dnia wejścia w życie tego rozkładu jazdy obsługę połączeń w kierunku Rybnika, Chałupek, Katowic, Kędzierzyna-Koźla i Częstochowy przejęła spółka Koleje Śląskie. Z powodu nieprzygotowania taboru, przez pierwsze dni obowiązywania rozkładu jazdy większość połączeń do i z Raciborza realizowana była przez Autobusową Komunikację Zastępczą, część kursów zostało odwołanych. Od 15 grudnia na podstawie umowy między przewoźnikami, obsługa połączeń w kierunku Kędzierzyna-Koźla została ponownie przejęta przez spółkę Przewozy Regionalne.
1 czerwca 2013 r. w ramach realizacji Programu Naprawczego Kolei Śląskich zlikwidowano ok. 50% połączeń między Raciborzem a Katowicami.
W rozkładzie 2012/2013 nie pojawił się pociąg TLK "Skarbek" relacji Racibórz – Białystok, zmieniono jednak trasę uruchamianego przez spółkę PKP Intercity Międzynarodowego Pociągu Pospiesznego "Vltava" relacji Moskva Belorusskaja – Praha hlavní nádraží prowadzącego wagony do stacji Petersburg Witebski i Wien Hauptbahnhof, który od dnia wprowadzenia rozkładu jazdy kursował przez Racibórz.
Połączenie z Kołobrzegiem zastąpione zostało przez sezonowy pociąg spółkę PKP Intercity "Wydmy" do Łeby.

### Rozkład jazdy 2013/2014
W rozkładzie jazdy 2013/2014 pociągi z Raciborza obsługiwane są jak w poprzednim rozkładzie przez trzech przewoźników: 
- Koleje Śląskie – połączenia do Chałupek, Katowic, Rybnika i Pszczyny;
- spółkę Przewozy Regionalne – połączenia do Kędzierzyna-Koźla, Wrocławia;
- PKP Intercity – połączenia do Warszawy Wschodniej, Łeby;

W nowym rozkładzie nie znalazł się Międzynarodowy Pociąg Pospieszny "Vltava", powrócił jednak kursujący w rozkładzie 2011/2012 TLK "Skarbek" na skróconej do Warszawy Wschodniej trasie.
Od 15 kwietnia spółka Koleje Śląskie uruchamia bezpośrednie kursy pociągów do stacji Pszczyna przez Rybnik i Żory.
Pomimo bliskości granicy, od dnia wprowadzenia rozkładu jazdy 2012/2013 brak jest połączeń z Czechami.